# Наводнение на Западной Украине (2008)
Наводнение на западе Украины 2008 года — стихийное бедствие, которое произошло летом 2008 года из-за интенсивных грозовых дождей и, как результат, резкого поднятия уровня воды в реках. Пик наводнения пришёлся на 23—27 июля. Общие убытки от наводнения оценивались на сумму 3 — 4 млрд гривен.

## Масштаб
Преимущественно пострадала территория Карпатских гор, Прикарпатья и Закарпатья. Также пострадали населенные пункты, в долинах крупных рек, имеющих истоки в Карпатах, таких как Днестр и Прут. 31 июля Верховная Рада Украины объявила 6 областей: Львовскую, Ивано-Франковскую, Тернопольскую, Черновицкую, Закарпатскую и Винницкую зонами чрезвычайной экологической ситуации сроком на 90 дней. Также пострадали южные районы Хмельницкой области. Погибло 39 человек, в том числе дети. Кроме наводнения, причинами смертей также были удары молнией и электротехническим током. Уже после пика наводнения, 28 июля на территории Львовской, Закарпатской, Тернопольской, Черновицкой и Ивано-Франковской областей было подтоплено 40 601 жилой дом и 33 882 га сельскохозяйственных угодий, повреждено 360 автомобильных и 561 пешеходный мост, размыто 680,61 км автомобильных дорог. Общие убытки от наводнения оценивались на сумму 3 — 4 млрд гривен.
Кроме Западной Украины пострадали от наводнения соседние регионы Молдовы, Румынии, Словакии и Венгрии.

## Причины
Официально озвучены следующие причины наводнения:
- процессы глобального изменения климата;
- нерациональное ведение хозяйственной деятельности;
- бессистемная добыча песчано-гравийного сырья в руслах рек;
- недостаточный уход за руслами рек и потоков;
- низкий уровень применения новых природоохранных технологий в процессе восстановления лесов;
- отсутствие экологического сознания при ведении хозяйственной деятельности.
- увеличение вырубки лесов.

## Ликвидация
Для ликвидации последствий наводнения в пяти западных областях Верховная Рада Украины внесла поправки в государственный бюджет, которыми предусматривалось выделение 5 млрд гривен на помощь и восстановление разрушенного стихией.